# Batajnica
Batajnica (v srbské cyrilici Батајница) jedna z nejodlehlejších částí srbské metropole Bělehradu. Administrativně spadá pod Opštinu Zemun. Batajnica se nachází v blízkosti hlavního silničního i železničního tahu, spojujícího Bělehrad s metropolí Vojvodiny, Novým Sadem. V roce 2012 žilo v Batajnici celkem 37 856 obyvatel.

## Historie
Původní vesnice vznikla nejspíše v 16. století. Původ jejího názvu vysvětluje několik legend; ať už nese název podle francouzského slova la bataille (bitva), maďarského grófa Bataje, či je slovanského původu. Rozsáhlejší osídlení v oblasti Batajnice vzniklo až po druhém Stěhování Srbů v první polovině 18. století. Další rozvoj obce nastal po zrušení Vojenské hranice (když pominulo turecké nebezpečí) a jih Uher byl kolonizován. Původní vojáci dostali v okolí Batajnice půdu, na které žili. I po první světové válce byli do obce dosídlováni vojenští veteráni.
Ve 20. století dostala obec vojenské letiště a průmyslové závody, které sloužily pro vojenskou výrobu. Tyto objekty byly v roce 1999 bombardovány jednotkami NATO v souvislosti s operací Spojenecká síla. V souvislosti s růstem srbské metropole Bělehradu a dobrým dopravním spojením (jak železničním, tak i dálničním) se obec začala dramaticky rozvíjet. Mezi lety 1971 a 2000 se počet obyvatel obce více než zdvojnásobil. Na jihu obce bylo vystavěno také panelové sídliště. Tento bouřlivý rozvoj však nenásledoval odpovídající rozvoj infrastruktury; Batajnica nemá vlastní nemocnici, kino, kulturní instituce... dopravní tahy, ač kvalitní, nerespektují potřeby veřejné dopravy. Značná část obyvatel, která přišla do Batajnice v závěru 20. století, byli srbští uprchlíci z Chorvatska a Bosny a Hercegoviny.

## Doprava
Jižně od Batajnice prochází městský okruh Bělehradu; východně od obce poté vede dálnice ze srbské metropole do Nového Sadu. Železniční obslužnost zajišťuje nádraží, které nese název nedaleké obce Nova Pazova. Spojení s Bělehradem zajišťují také autobusy.